# 도미니카 공화국 요리

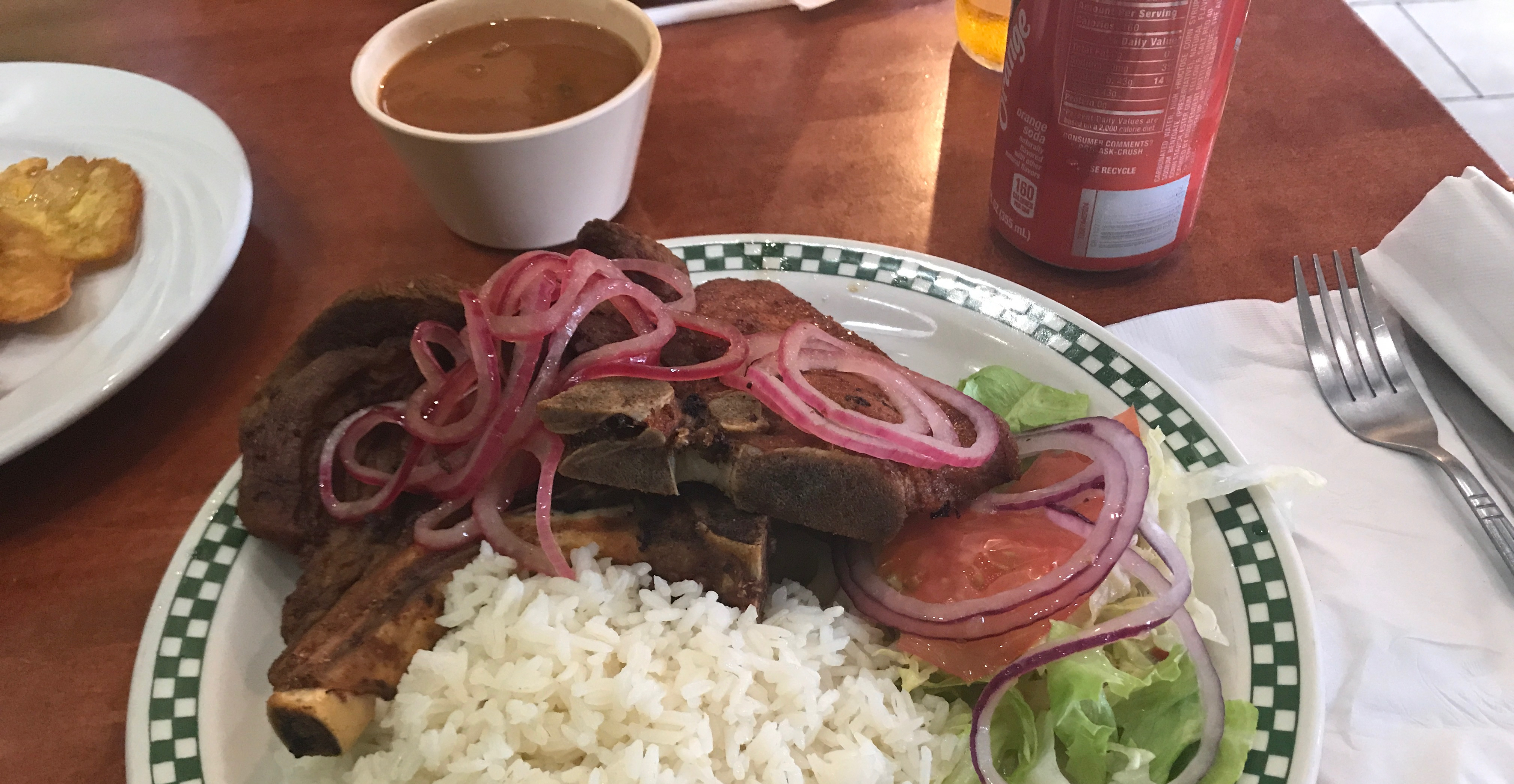
반데라

도미니카 공화국 요리(Dominica 共和國 料理, 스페인어: cocina dominicana 코시나 도미니카나[*])는 카리브 지역에 있는 도미니카 공화국의 요리이다.

## 같이 보기
- 라틴 아메리카 요리
- 카리브 요리